# Adisura pallida
Adisura pallida là một loài bướm đêm trong họ Noctuidae.